# Шевченково (Ананьевский район)
Шевченково (укр. Шевченкове) — село, относится к Ананьевскому району Одесской области Украины.
Население по переписи 2001 года составляло 73 человека. Почтовый индекс — 66434. Телефонный код — 4863. Занимает площадь 0,33 км². Код КОАТУУ — 5120283904.

## Местный совет
66434, Одесская обл., Ананьевский р-н, с. Новоалександровка